# Farbio Sports Cars

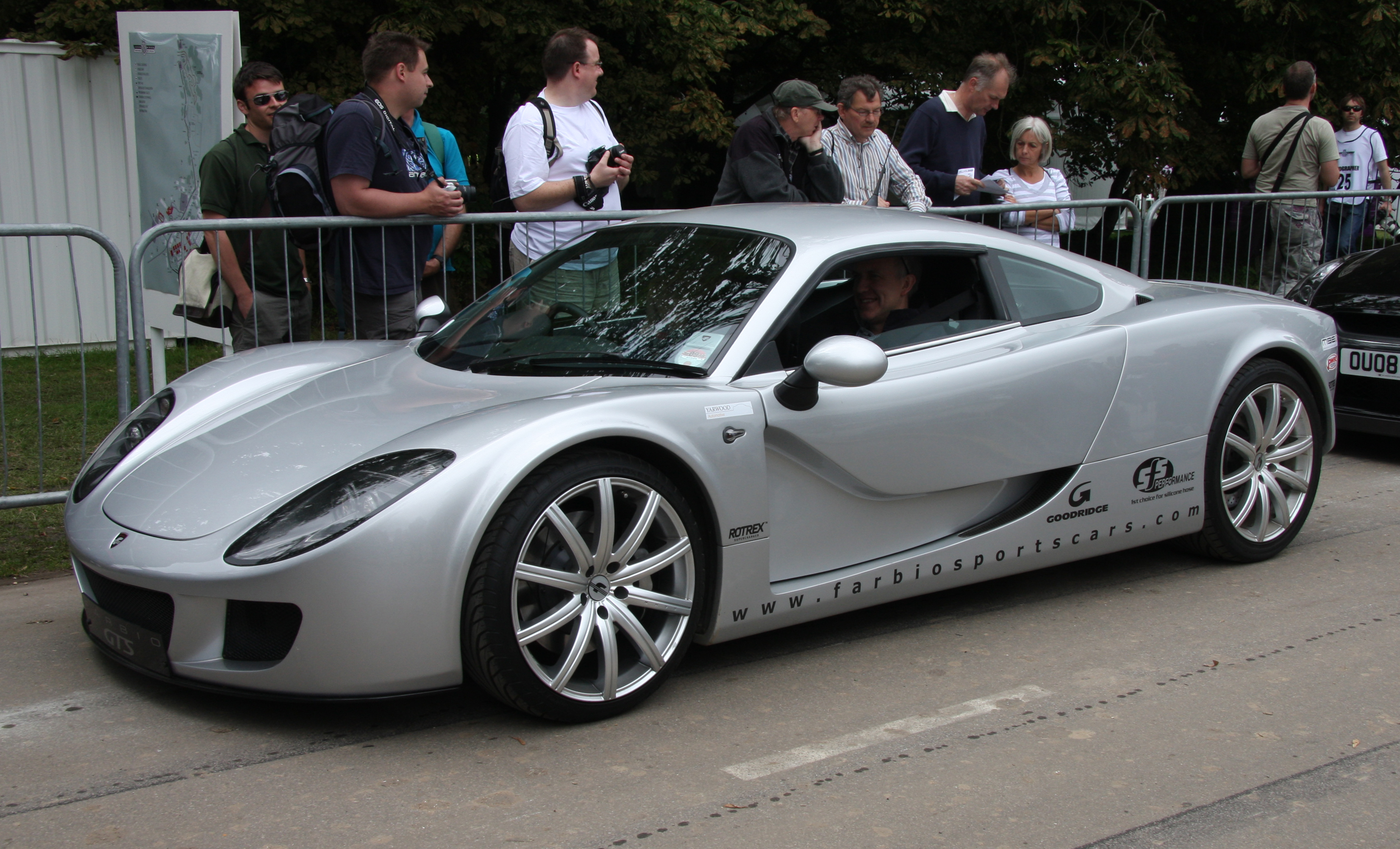
Farbio GTS

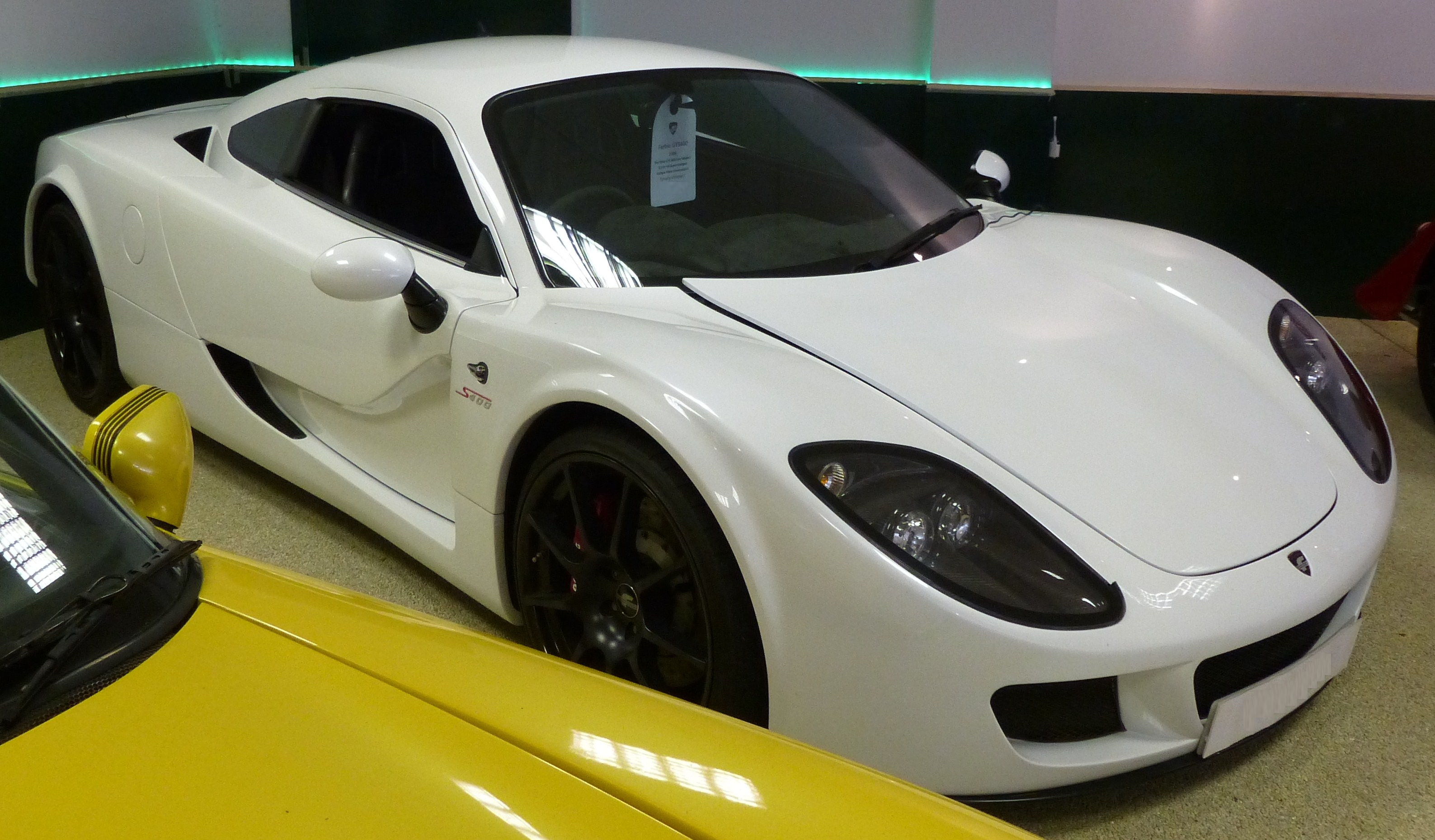
Farbio GTS 400

Farbio Sports Cars Limited war ein britischer Hersteller von Automobilen.

## Unternehmensgeschichte
Christopher George Marsh gründete am 28. Oktober 2004 das Unternehmen in Leeds in der Grafschaft West Yorkshire. Als weitere Adresse ist Dyrham bei Chippenham in Wiltshire überliefert. Jacqueline Ann Marsh, die zunächst nur Sekretärin war, wurde am 6. März 2006 Direktorin. Weitere Direktoren wurden Andrew Duncan Gordon am 4. April 2006 und Michael John Symons am 25. Juli 2007. Sie begannen 2007 mit der Produktion von Automobilen. Der Markenname lautete Farbio. Die Direktorenzeit endete am 4. August 2009 für Symons, am 5. Februar 2010 für Gordon und am 24. November 2010 für Herrn und Frau Marsh. Ab 8. April 2010 galt Dirigo Limited als Direktor. 2010 endete die Produktion. Am 24. September 2013 wurde das Unternehmen aufgelöst.

## Fahrzeuge
Das einzige Modell war der GTS. Dies war ein Sportwagen. Ein V6-Motor mit 3000 cm³ Hubraum trieb das Fahrzeug an. Der Motor des Coupés war in Mittelmotorbauweise hinter den Sitzen montiert. Das Fahrzeug war bei einem Radstand von 267 cm 421 cm lang, 194 cm breit und 117 cm hoch.
Ginetta übernahm 2010 das Projekt und vermarktete es als Ginetta F 400.